# Алекс Теишеира
Алекс Таишеира Сантос (порт. Alex Teixeira Santos, 6. јануар 1990), бразилски је фудбалер, тренутно наступа за кинески фудбалски клуб Ђангсу Сунинг. Игра на позицији везни.

## Трофеји
- Васко да Гама
  - Серија Б Бразила (1): 2009.
- Шахтар Доњецк
  - Премијер лига Украјине у фудбалу (5): 2009/10, 2010/11, 2011/12, 2012/13, 2013/14.
  - Куп Украјине у фудбалу (3): 2010/11, 2011/12, 2012/13.